# Vlag van Guárico

Vlag van Guárico (ratio 2:3)

De vlag van Guárico is sinds 19 mei 1999 een officieel symbool van de Venezolaanse staat Guárico.
De vlag bestaat uit vier horizontale banen in de kleuren blauw, wit, geel en groen. In het midden staat in blauw en groen het oppervlak van Guárico afgebeeld. In deze kaart staat een afbeelding van de Morros de San Juan, heuvels buiten de hoofdstad San Juan de los Morros. Daaronder staat de kop van een rund afgebeeld (als symbool van de veeteelt van de staat) tussen een olijftak en een lauriertak. Aan elke zijde van de kaart staan zeven sterren die verwijzen naar de veertien gemeenten die de staat bij ingebruikname van de vlag had (momenteel zijn dat er vijftien).
Linksboven in de vlag staat het met een frygische muts gekroonde wapen van Guárico, dat al sinds 8 februari 1912 in gebruik is.